# Кентаев, Казымхан
Казымхан Кентаев  (каз. Қазымхан Кентаев, 1 декабря 1936, Карсакпайский район, Карагандинская область, Казахская ССР, СССР — 26 сентября 1994) — шахтёр, забойщик южного рудника Джезказганского горнометаллургического комбината имени К. И. Сатпаева Министерства цветной металлургии СССР. Герой Социалистического Труда (1971).

## Биография
Родился 1 декабря 1936 года в Карсакпайском районе Карагандинской области.
Трудовую деятельность начал в 1953 году на шахте «Кресто-Запад» забойщиком. Потом работал на шахте № 44 Южно-Джезгазганского рудника, где был назначен бригадиром очистной бригады. За ударный труд на этой шахте награждён в 1966 году орденом Трудового Красного Знамени. В 1968 году вступил в КПСС.
За выдающиеся достижения в трудовой деятельности в годы 8-й пятилетки был удостоен в 1971 году звания Героя Социалистического Труда.
Избирался делегатом XXV съезда КПСС и XIII съезда Компартии Казахской ССР.
Проработал на шахтах Джезказгана более 25 лет. Перед выходом на пенсию работал бригадиром очистной бригады шахты № 65 Южного рудника Джезказганского горно-металлургического комбината.
Скончался 26 сентября 1994 года. Похоронен в Сатпаеве.

## Награды
- Орден Трудового Красного Знамени (1966);
- Герой Социалистического Труда — Указом № 1402-VIII Президиума Верховного Совета от 30 марта 1971 года.

## Источник
- Казымхан Кентаев. Сайт «Герои страны».
- Муканов Умирбек. Кентаев Камзымхан // Город Сатпаев и сатпаевцы. — Жезказган: ОАО «Полиграфия», 2003. — С. 49—50. — 190 с. — ISBN 9965-614-12-1.
- Қарағанды. Қарағанды облысы: Энциклопедия. — Алматы: Атамұра, 2006. — ISBN 9965-34-515-5
- «Қазақстан»: Ұлттық энцклопедия / Бас редактор Ә. Нысанбаев. — Алматы: «Қазақ энциклопедиясы» Бас редакциясы, 1998. — ISBN 5-89800-123-9, II том